# Daniel Musiol
Pour les articles homonymes, voir Musiol.
Daniel Musiol, né le 27 mars 1983 à Cottbus, est un coureur cycliste allemand.

## Biographie
En 2001, Daniel Musiol devient champion d'Allemagne junior de poursuite par équipes. En 2005, Daniel Musiol devient professionnel en signant chez Wiesenhof. Lors de la saison 2006, l'équipe ProTour Milram et court aux côtés de Erik Zabel et Alessandro Petacchi. Lors de la saison 2007, il retourne courir avec la Wiesenhof-Felt. Celle-ci disparaît en fin de saison. En 2008, Daniel Musiol signe avec l'équipe autrichienne Volksbank. En 2010, son contrat avec l'équipe Vorarlberg-Corratec n'est pas renouvelé. Il rejoint l'équipe amateur RSV Irschenberg.

## Palmarès
- 2001
  -  Champion d'Allemagne de poursuite par équipes juniors
- 2003
  - 8e étape du Tour de Guadeloupe

## Classements mondiaux
| Année         | 2009 |
| ------------- | ---- |
| UCI Asia Tour | 232e |